# سودیتسه (ناحیه اوپاوا)
سودیتسه (به چکی: Sudice) یک منطقهٔ مسکونی در جمهوری چک است که در ناحیه اوپاوا واقع شده‌است. سودیتسه ۶۷۱ نفر جمعیت دارد.